# Villa Hoffmann
Le villa Hoffmann (en hongrois : Hoffmann-villa) est un édifice situé dans le 2e arrondissement de Budapest.